# Толстоклювые попугаи
Толстоклювые попугаи (лат. Bolborhynchus) — род птиц семейства попугаевых. Впервые был описан Карлом Люсьеном Бонапартом в 1857.

## Распространение
Обитают преимущественно на севере Южной Америки (в Перу, Боливии, Колумбии и Венесуэле).

## Образ жизни

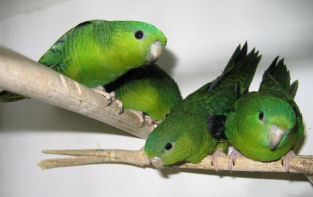

Населяют субтропические и тропические высокогорные местности, покрытые кустарником. Гнёзд предпочитают не вить. У самцов и самок практически отсутствует половой диморфизм.
После спаривания самка откладывает 5—6 яиц жёлтого цвета. Птенцы вылупляются через 20—22 дня, без оперения, которое появляется через 6—7 недель после рождения. Птенцов выкармливают оба родителя.

## Классификация
Международный союз орнитологов относит к роду три вида:
- Толстоклювый попугай андский — Bolborhynchus orbygnesius
- Толстоклювый попугай Катерины — Bolborhynchus lineola
- Краснолобый толстоклювый попугай — Bolborhynchus ferrugineifrons

Ранее в этот род были также включены Бурошапочный толстоклювый попугай (лат. Psilopsiagon aymara) и Желтолобый толстоклювый попугай (лат. Psilopsiagon aurifrons).

## Роль в жизни человека
Толстоклювых попугаев (особенно вид Bolborhynchus lineola) содержат в домах для декоративных целей.